# Jharia
Jharia é um cidade no distrito de Dhanbad, no estado indiano de Jharkhand.

## Geografia
Jharia está localizada a 22° 18′ N, 86° 42′ L. Tem uma altitude média de 77 metros (252 pés).

## Demografia
Segundo o censo de 2001, Jharia tinha uma população de 81 979 habitantes. Os indivíduos do sexo masculino constituem 54% da população e os do sexo feminino 46%. Jharia tem uma taxa de literacia de 68%, superior à média nacional de 59,5%: a literacia no sexo masculino é de 74% e no sexo feminino é de 60%. Em Jharia, 14% da população está abaixo dos 6 anos de idade.